# Allah Peliharakan Sultan
Allah Peliharakan Sultan (Gud välsigne sultanen) är Bruneis nationalsång. Den malajiska texten skrevs 1947 av Pengiran Haji Mohamed Yusuf bin Abdul Rahim och tonsattes av Awang Haji Besar bin Sagap. Som nationalsång antogs den 1951.